# West Side Boys
Die West Side Boys, auch West Side Niggaz oder West Side Junglers waren zwischen 1998 und 2000 eine bewaffnete Gruppe in Sierra Leone. Nach eigenen Angaben waren sie bereits in den Putsch 1997 involviert.
Ihr Anführer war vermutlich Foday Kallay, anderen Angaben nach jedoch ein Mann mit dem Namen Brigadier Bomb Blast oder Brigadier Papa, dessen wahre Identität unbekannt scheint.
Die Gruppe wurde durch US-amerikanische Rap- und Gangsta-Rap-Musik beeinflusst, speziell Tupac Shakur und die „Gangsta“-Kultur, die in dieser Sparte porträtiert wird. 

## Militärische Niederlage
Am 25. August 2000 überwältigten die West Side Boys eine von deren Weg abgewichene Patrouille der UNAMSIL-Friedenstruppe, bestehend aus elf Angehörigen der Royal Irish Rangers und einem sierra-leonischen Verbindungsoffizier, beschlagnahmten deren Fahrzeuge und Waffen, und nahmen sie als Geiseln.
Als nach Verhandlungen noch immer fünf britische Soldaten und der Verbindungsoffizier in Gefangenschaft waren, griff am Morgen des 10. September 2000 ein Einsatzkommando des britischen Special Air Service an, massiv unterstützt u. a. durch den Special Boat Service und das Parachute Regiment, und befreite in der „Operation Barras“ die sechs verbliebenen Geiseln, sowie 21 sierra-leonische Zivilpersonen aus der Gefangenschaft der West Side Boys.
Dadurch, und durch weitere Operationen der Sierra Leone Armed Forces und Royal Irish Rangers wurden die West Side Boys vernichtend besiegt. Sie hatten zu ihrer Hochzeit etwa 600 Kämpfer.

## Verfilmung
Die Dokumentarfilm-Fernsehserie Critical Situation des US-amerikanischen Fernsehsenders National Geographic widmete 2007 ihre 3. Episode, Operation Certain Death, der Operation Barras. Die deutschsprachige Erstausstrahlung folgte 2009 durch den National Geographic Channel als 6. Episode unter dem Titel SAS – Einsatz in Sierra Leone.